# Santa Maria Immacolata di Lourdes

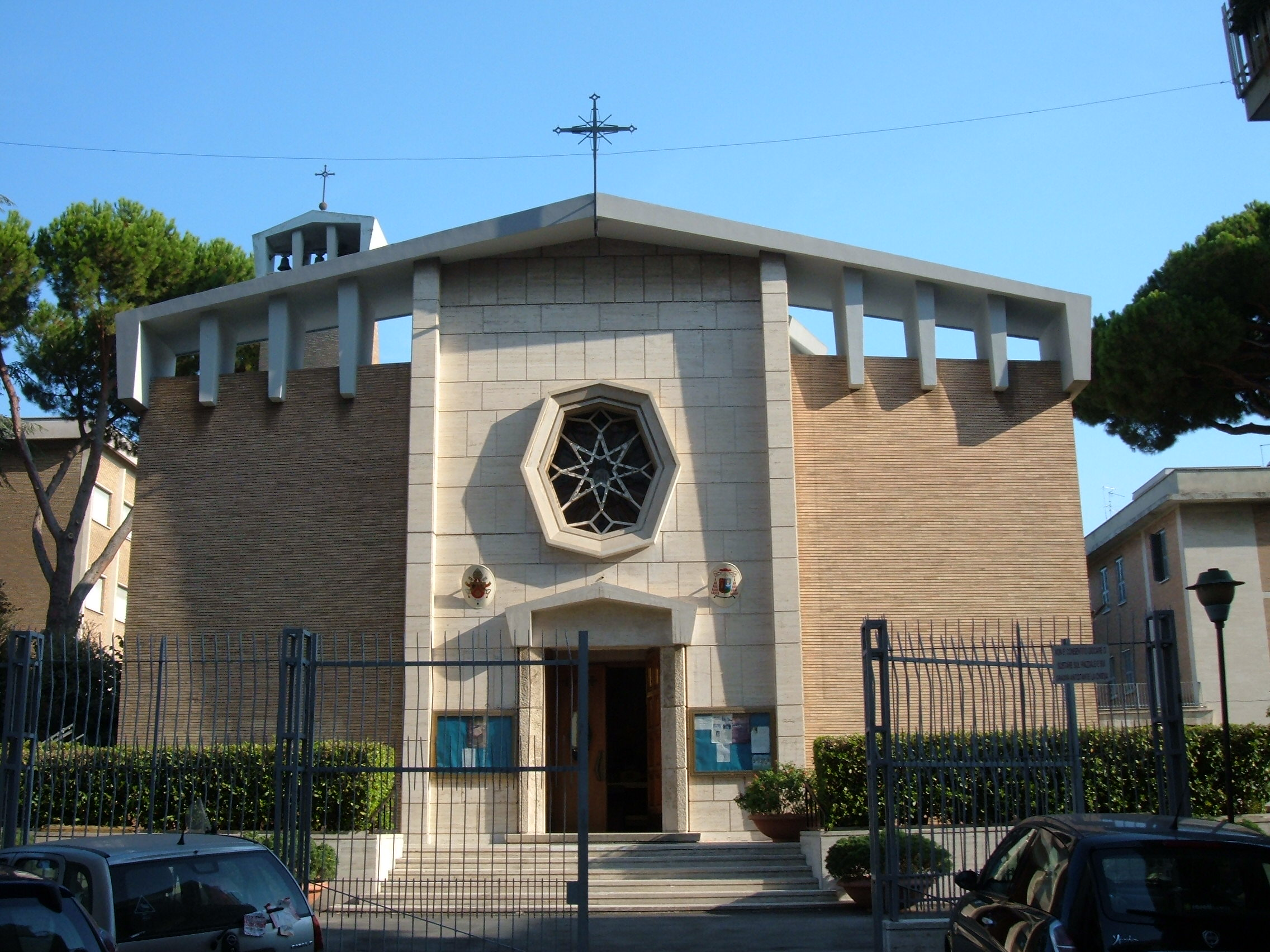
Vista da fachada.

Santa Maria Immacolata di Lourdes é uma igreja titular de Roma localizada na Via Santa Bernadette, no quartiere Aurelio. É dedicada a Nossa Senhora de Lourdes. O cardeal-presbítero do título cardinalício de Santa Maria Imaculada de Lurdes em Boccea é Nicolas Cheong Jin-suk, arcebispo-emérito de Seul.

## História

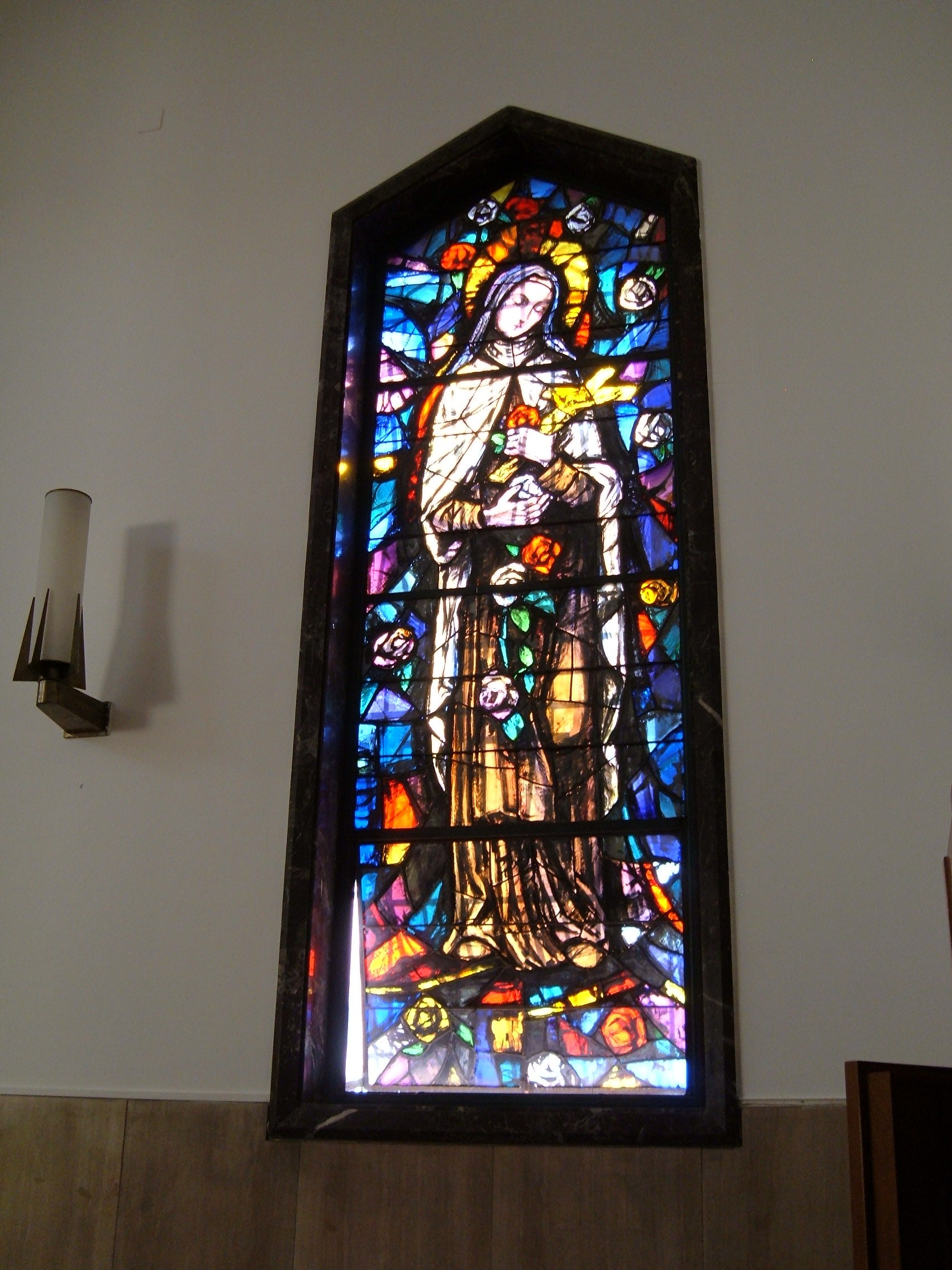
Vitral de Santa Teresa de Lisieux.

Esta igreja foi construída em 1958 com base num projeto dos arquitetos Domenico Placidi e Luciano Folli e foi inaugurada em 11 de fevereiro de 1965, data do aniversário da primeira aparição da Virgem Maria a Santa Bernadette Soubirous. A igreja é anexa ao instituto escolar das Irmãs da Imaculada Conceição de Nossa Senhora de Lourdes (em italiano:  Suore dell'Immacolata Concezione di Nostra Signora di Lourdes), de origem francesa e proprietárias do edifício. Elas se estabeleceram em Roma em 1897 e, em 1911, compraram uma fazenda localizada no cruzamento da Via di Boccea e de uma viela rural bastante estreita chamada Via della Pineta Sacchetti. Apesar de o local estar a apenas quatro quilômetros da Basílica de São Pedro, a região era inteiramente rural. As irmãs fundaram uma escola conventual e ganharam uma boa reputação por toda a cidade, o que lhes valeu o apelido de Suore Francesi. A igreja foi cedida à Diocese de Roma para sediar a paróquia homônima, instituída em 1 de novembro de 1978 através do decreto "Le sollecitudini pastorali" do cardeal-vigário Ugo Poletti. Como relata uma lápide afixada no fundo do edifício, a igreja foi visitada por São João Paulo II em 8 de novembro de 1992.
Em 1985, ele próprio a elevou a sede do título cardinalício de Santa Maria Imaculada de Lurdes em Boccea. A igreja está aos cuidados da ordem dos Oblatos de São José de Asti. A escolha Nostra Signora di Lourdes atualmente não tem mais relação com as irmãs.

## Descrição

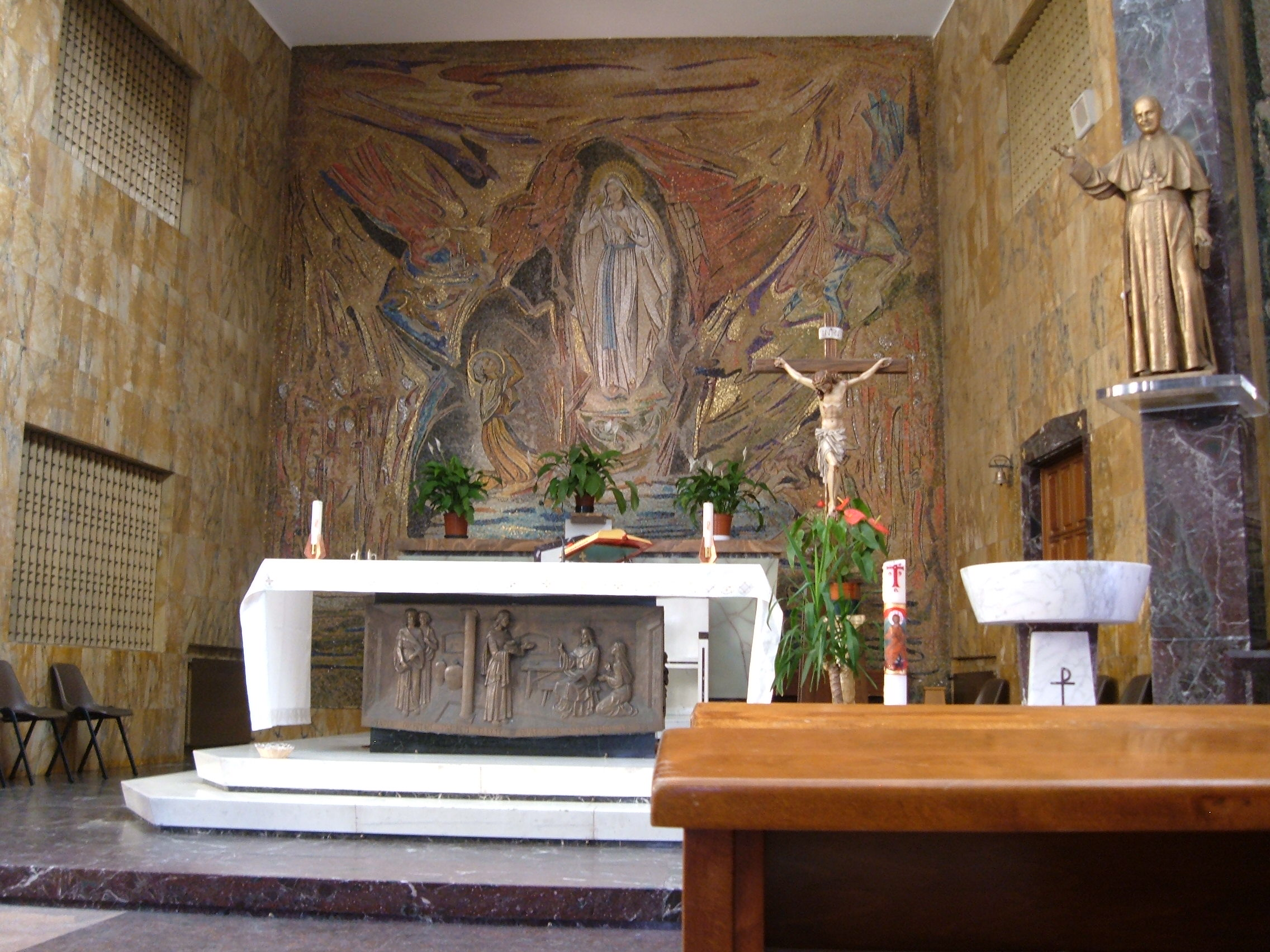
Vista do altar-mor.

Externamente, o edifício é bastante simples. Na fachada está uma roseta com cornija octogonal na qual está um vitral com o centro destacando o cristograma JHS. A fachada é subdividida verticalmente em três zonas: a central, com a roseta e o portal de entrada, revestida de travertino e as laterais de tijolos aparentes. Ao lado está um campanário de tijolos com o topo em travertino.
O interior tem uma planta retangular de nave única com quatro pilares de mármore negro; o piso é em granito rosa. O presbitério é revestido nas paredes em mármore amarelo e nele está o altar-mor flanqueado por outros dois altares menores. Do ponto de vista artístico, a igreja abriga várias obras importantes.
No presbitério, em correspondência aos altares menores, estão mosaicos realizados pela escola vaticana representando, da esquerda para a direita, o "Sagrado Coração de Jesus", a "Aparição de Maria a Bernadette Soubirous" e "São José. Nas paredes laterais estão oito vitrais representando santos católicos: Santa Teresa de Lisieux, São Pio X, São Luís dos Franceses, Santa Margarida Maria Alacoque, Santo Inácio de Loyola, São Luís Gonzaga, Santa Joana d'Arc e São Miguel Arcanjo. Sob o altar-mor está um baixo-relevo de bronze com a representação do episódio evangélico de Marta e Maria com a inscrição em latim "Maria optimum partem elegit, quae non auferetur ab ea", «E Maria escolheu a boa parte, a qual não lhe será tirada» (Lucas 10:42). Além disto, no presbitério está também uma pia batismal simples com a data de 1 de novembro de 1978; duas estátuas de bronze adornam as pilastras que flanqueiam o altar-mor, Santa Bernadette à esquerda e São José Marello, fundador da ordem dos Oblatos de São José de Asti, à direita.